# Sophie Masson
Marie-Geneviève-Sophie Masson, née en 6 octobre 1798, morte le 30 novembre 1882 à Terrebonne, est une dame canadienne, seigneuresse de Terrebonne de 1847 à 1882.
Le pont Sophie-Masson entre Laval et Terrebonne, et le parc Sophie Masson à Terrebonne, portent son nom.

## Biographie
Baptisée le 6 octobre 1798, Geneviève Sophie Raymond est la fille de Jean-Baptiste Raymond, alors âgé de 40 ans, négociant et homme d'affaires, futur député de Huntingdon, et de Marie-Clotilde Girardin.
Succédant à son époux Joseph Masson à la tête de la seigneurie, elle en développe l'industrie, notamment celle des moulins de l'île des Moulins. Elle fait construire le réseau routier en macadam et le premier pont de Terrebonne, institue le bureau seigneurial, construit un grand manoir, fonde le collège de Terrebonne. Elle finance également des œuvres sociales, fait construire la nouvelle église, un couvent et le presbytère sur des terrains qu'elle donne.
Elle meurt à Terrebonne le 30 novembre 1882.

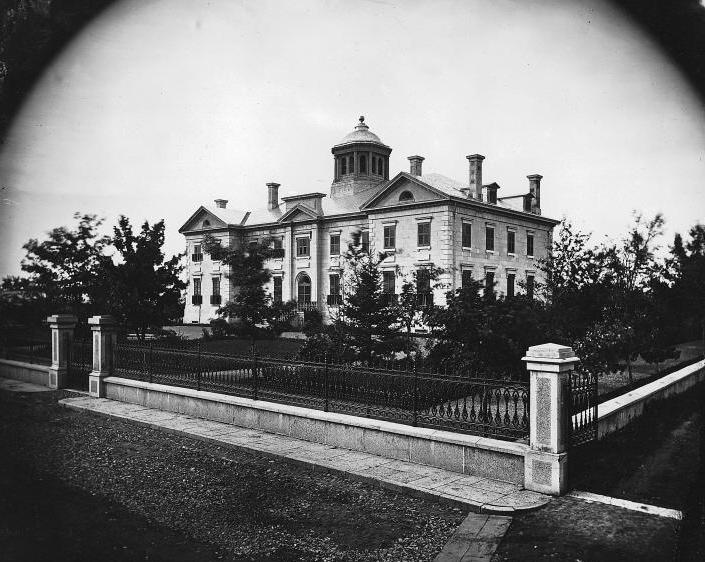
Le manoir Masson qu'elle fait construire ; photo de 1865.

## Hommages
- Pont Sophie-Masson, pont routier sur la rivière des Mille-Îles, reliant Laval et Terrebonne.
- Parc Sophie-Masson, à Terrebonne.
- Le Sophie, navire de Joseph Masson.